# Комарово (Артинський міський округ)
Комаро́во (рос. Комарово) — присілок у складі Артинського міського округу Свердловської області.
Населення — 13 осіб (2010, 25 у 2002).
Національний склад станом на 2002 рік: росіяни — 100 %.